# Tata OneCAT

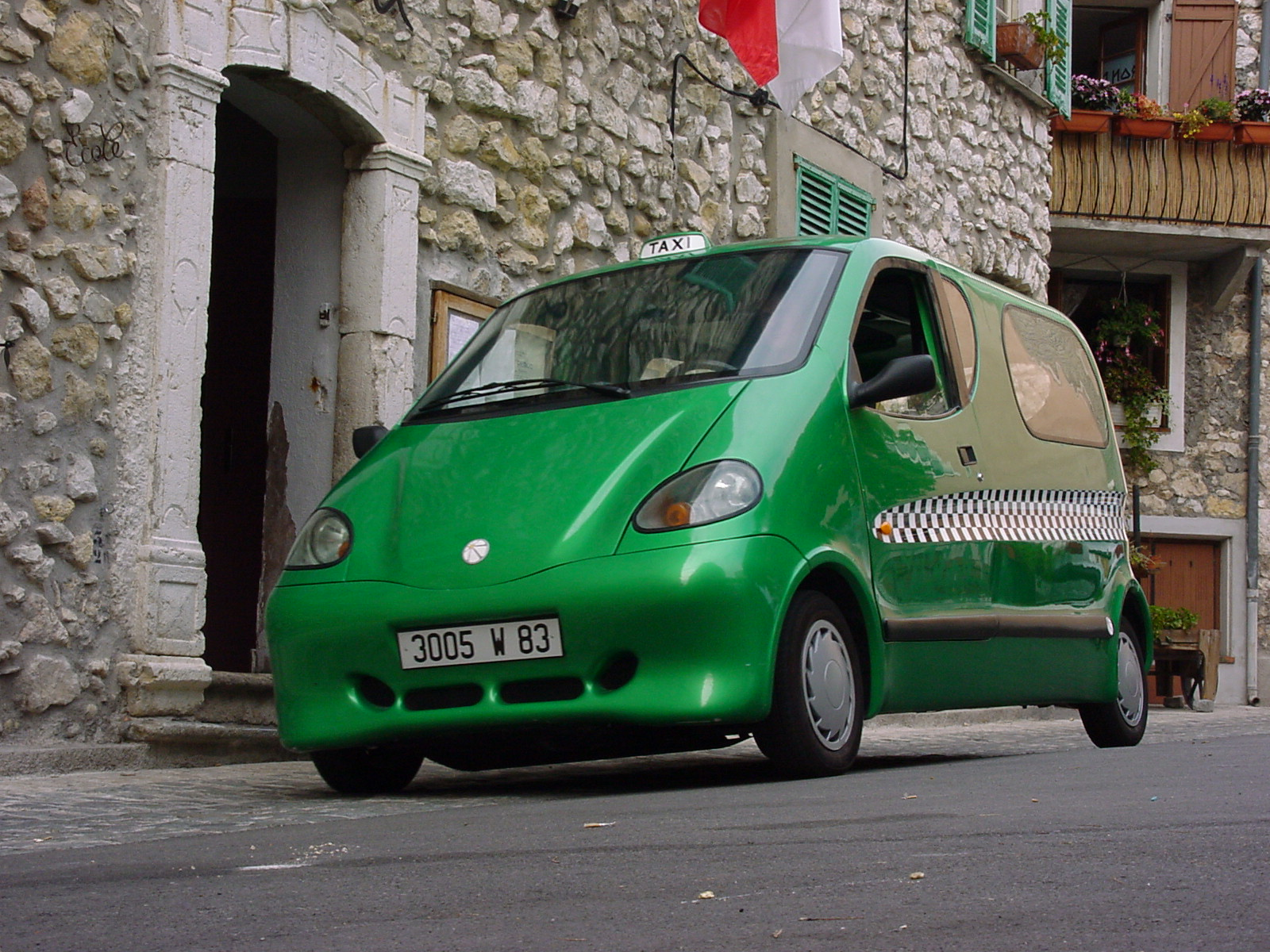
Tata OneCAT

Tata OneCAT — оголошений в 2008 році перший у світі комерційно життєздатний п'ятимісний прототип автомобіля на стиснутому повітрі, розроблений в Індії у співпраці з Tata Motors і люксембурзьким Motor Development International (MDI). Розробником пневматичного двигуна є Гай Негре з MDI (президент MDI). Покупна ціна у США очікується на рівні 5100-7800 доларів.
Транспортний засіб містить карбонові балони з повітрям інтегровані в шасі авто, які можуть бути заповнені протягом чотирьох годин шляхом підключення машини до стандартної електричної розетки. MDI також планує розробити газокомпресорну станцію, яка заповнила б балони через три хвилини.
Відповідно до інструкцій виробника з «повними баками» OneCat має дальність 90 км зі швидкістю 100 км/год. При обмеженні швидкості мінівена не вище 80 кілометрів на годину на одній заправці балонів Tata OneCAT в такому випадку здатний проїхати 130 кілометрів, що є досить гарним показником.
Для поліпшення ефективності такого двигуна при русі на великі відстані, повітря перед подачею в циліндри може підігріватися спеціальним пальником — тим самим розробники планують збільшити його тиск.
Кузов Tata OneCat зроблений зі склопластику, тому авто важить всього 350 кілограм. При виробництві та експлуатації авто потрібно мінімум нафтопродуктів.
У 2009 році індійська компанія представила модель CityCat з універсальним мотором, який крім повітря для руху може використовувати і бензин. Двигун внутрішнього згоряння збільшує діапазон поїздки до 800 км (витрата палива — 1,5 л на 100 км).
У лютому 2012 року Tata оприлюднила інформацію, що їх автомобіль на стисненому повітрі буде дебютувати в серпні 2012 року.

## Зовнішні посилання
- Відеорепортаж CNN «Air Car by Guy Negre on CNN [Архівовано 28 липня 2013 у Wayback Machine.]» (YouTube)
- MDI [Архівовано 3 травня 2008 у Library of Congress]
- AirCar
- Tata Motors [Архівовано 6 березня 2007 у Wayback Machine.]
- CyberMedia.com/Aircar [Архівовано 5 травня 2013 у Wayback Machine.] Портал та фан-сайт MDI повітряних автомобілів.
- CATvolution.com - фан сайт
- OneCAT в 2008 році на автосалоні в Нью-Йорку [Архівовано 3 лютого 2022 у Wayback Machine.] (YouTube) - від CATvolution.com